# Embryonic Journey
Pistes de Surrealistic Pillow
How Do You Feel White Rabbit
Embryonic Journey est une chanson de Jefferson Airplane, parue en 1967 sur leur deuxième album, Surrealistic Pillow. Il s'agit d'un instrumental de fingerpicking composé et interprété par le guitariste Jorma Kaukonen. Sa composition remonte à 1962, à l'époque où Kaukonen travaillait dans une lutherie. La trouvant discordante par rapport au reste de l'album, beaucoup plus psychédélique, il ne désirait pas l'inclure, mais finit par céder, sur l'insistance du producteur Rick Jarrard.
On la retrouve sur les compilations The Worst of Jefferson Airplane, 2400 Fulton Street, Jefferson Airplane Loves You et The Essential Jefferson Airplane. En 1994, Kaukonen a sorti un album portant le même nom, constitué de variations autour de cet instrumental, avec la collaboration du claviériste Tom Constanten.
Elle a été utilisée dans le film Rêve de champion (2002), ainsi qu'à la fin du dernier épisode de la série Friends, « Ceux qui s'en allaient » (2004).